# Vorwärts-Stadion
Vorwärts-Stadion (S.I.S. Arena) – wielofunkcyjny stadion, położony w Steyr, Austria. Oddany został do użytku w 1986 roku. Od tego czasu swoje mecze na tym obiekcie rozgrywa zespół SK Vorwärts Steyr. Jego pojemność wynosi 6000 miejsc.